# لمپ

The LAMP software bundle (here additionally with اسکوئید (نرم‌افزار)). A high performance and high-availability solution for a hostile environment

لمپ (به انگلیسی: LAMP) مجموعه‌ای از نرم‌افزارهای نرم‌افزارهای آزاد و متن باز است که برای راه‌اندازی وب‌سایت‌های پویا از آنها استفاده می‌شود. این بسته های نرم‌افزاری شامل:
- لینوکس (Linux) به عنوان سیستم‌عامل.
- آپاچی (Apache) برای وب‌سرور.
- مای‌اس‌کیوال (MySQL or mSQL) به عنوان سامانه مدیریت پایگاه داده.
- یکی از زبان‌های برنامه‌نویسی: پرل، پی‌اچ‌پی یا پایتون (Perl, PHP)
- وامپ مخففی از اول کلمه‌های سیستم عامل ویندوز و اجزای اصلی بسته: آپاچی، مای‌اس‌کیوال و یکی از زبان‌های پی‌اچ‌پی، پرل یا پایتون هست. آپاچی یک وب سرور است. مای‌اس‌کیوال یک پایگاه داده متن باز است. پی‌اچ‌پی یک زبان اسکریپت‌نویسی است که می‌تواند اطلاعات قرار داده شده در پایگاه داده را دستکاری و تولید صفحات وب پویا کند. برنامه‌های دیگر هم ممکن است در این بسته نرم‌افزاری قرار داده شده باشند، مانند پی‌اچ‌پی‌مای‌ادمین که یک رابط گرافیکی برای مدیریت پایگاه داده مای‌اس‌کیوال است، یا زبان‌های برنامه‌نویسی جایگزین مانند پایتون یا پرل.

## نصب
برای مشاهده آموزش نصب لمپ می‌توانید به لینک زیر مراجعه کنید.
- آموزش نصب لمپ در اوبونتو